# Storebrand
Storebrand — норвежская компания, предоставляющая финансовые услуги.
Акции компании включены в листинг фондовой биржи Осло и базу расчёта фондового индекса OBX.

## История
История компании восходит к страховой компании Den almindelige Brand-Forsikrings-Anstalt, основанной в 1767 году в Копенгагене. В 1814 году она открыла филиал по страхованию от пожаров в Кристиании (название Осло до 1924 года). С 1847 года этот филиал стал называться Storebrand. В 1861 году он учредил Idun, первую частную компанию по страхованию жизни в Норвегии. В 1983 году Storebrand объединился с Nordic Group, а в 1991 году к этому союзу примкнула группа Uni-Insurance, образовав UNI-Storebrand Ltd. В 1996 году название было изменено на Storebrand ASA, а также был учреждён дочерний банк. С 1998 года группа начала заниматься медицинским страхованием, а с 2006 года — имущественным. В 2017 году была поглощена финансовая группа SKAGEN.

## Деятельность
Из выручки 81 млрд норвежских крон за 2020 год страховые премии составили 44,2 млрд, инвестиционный доход — 32,7 млрд крон. Страховые выплаты составили 29,5 млрд. Основными регионами деятельности являются Норвегия и Швеция, также работает в Нидерландах, Дании, Люксембурге, Великобритании, Ирландии и Германии. Активы под управлением составили 962 млрд норвежских крон ($109 млрд).
Основные подразделения:
- Сберегательные вклады — пенсионное страхование, управление активами и банковские услуги в Норвегии и Швеции; операционная прибыль 1,78 млрд крон.
- Страхование — медицинское и имущественное страхование в Норвегии и Швеции; операционная прибыль 0,11 млрд крон.
- Гарантированные пенсии — долгосрочное пенсионное страхование с гарантированным процентным доходом в Норвегии и Швеции; операционная прибыль 0,61 млрд крон.
- Прочее — работа корпоративного центра и некоторых дочерних компаний; операционная прибыль −75 млн крон.